# Székelymoson
Székelymoson (1899-ig Moson, románul Moșuni) falu Romániában Maros megyében.

## Fekvése
Marosvásárhelytől 13 km-re keletre kis völgykatlanban fekszik 
Székelysárdtól 2 km-re északra, Nyárádszeredához tartozik.

## Története
Székelybő felőli határát római kori út szeli át. 1446-ban Moson néven említik. A 17. században románok települtek a faluba.
1910-ben 468 lakosából 244 román, 224 magyar volt. A trianoni békeszerződésig Maros-Torda vármegye Nyárádszeredai járásához tartozott. 1992-ben 316 lakosából 196 román, 98 magyar és 24 cigány volt.

## Látnivalók
- Református templomát 1790-ben Toldalaghi Krisztina építtette.[2]
- Ortodox temploma 1935-ben épült a falu központjában, azelőtt fatemplom volt a mai temető helyén.[3]

## Híres emberek
- Itt született 1862-ben gr. Lázár Ádám író.[4]